# Dompte-venin funèbre
Vincetoxicum funebre
Espèce
Classification phylogénétique
Le Dompte-venin funèbre (Vincetoxicum funebre) est une espèce de plantes à fleurs de la famille des Asclépiadacées.
Elle est endémique du Caucase et du nord de l'Iran.